# Newsteadia zimmermani
Newsteadia zimmermani är en insektsart som beskrevs av Morrison 1952. Newsteadia zimmermani ingår i släktet Newsteadia och familjen vaxsköldlöss.
Artens utbredningsområde är Fiji. Inga underarter finns listade i Catalogue of Life.